# Donji Klakar
Donji Klakar (cyr. Доњи Клакар) – wieś w Bośni i Hercegowinie, w Republice Serbskiej, w gminie Brod. W 2013 roku liczyła 407 mieszkańców.